# 미터마이어족제비여우원숭이
미터마이어족제비여우원숭이(Lepilemur mittermeieri)는 마다가스카르의 암파신다바 반도에서 발견되는 족제비여우원숭이의 일종이다.